# Mours-Saint-Eusèbe
Mours-Saint-Eusèbe är en kommun i departementet Drôme i regionen Auvergne-Rhône-Alpes i sydöstra Frankrike. Kommunen ligger i kantonen Romans-sur-Isère 1er Canton som tillhör arrondissementet Valence. År 2022 hade Mours-Saint-Eusèbe 3 404 invånare.

## Befolkningsutveckling
Antalet invånare i kommunen Mours-Saint-Eusèbe
Referens:INSEE